# Kuiwen
Der Stadtbezirk Kuiwen (chinesisch 奎文区, Pinyin Kuíwén Qū) ist ein Stadtbezirk in der ostchinesischen Provinz Shandong. Er gehört zur bezirksfreien Stadt Weifang. Kuiwen hat eine Fläche von 237,2 km² und zählt 692.643 Einwohner (Stand: Zensus 2010).

## Administrative Gliederung
Auf Gemeindeebene setzt sich der Stadtbezirk aus neun Straßenvierteln zusammen. 